# WNBA Most Improved Player Award
Il "Women's National Basketball Association Most Improved Player Award" è il riconoscimento che ogni anno la WNBA conferisce alla giocatrice che più si è migliorata rispetto alle stagioni precedenti.
Il premio fu conferito per la prima volta nella stagione 2000.
- 2000 - Tari Phillips, New York Liberty
- 2001 -  Janeth, Houston Comets
- 2002 - Coco Miller, Washington Mystics
- 2003 - Michelle Snow, Houston Comets
- 2004 - Kelly Miller, Indiana Fever e Wendy Palmer, Connecticut Sun
- 2005 - Nicole Powell, Sacramento Monarchs
- 2006 - Erin Buescher, Sacramento Monarchs
- 2007 - Janel McCarville, New York Liberty
- 2008 - Ebony Hoffman, Indiana Fever
- 2009 - Crystal Langhorne, Washington Mystics
- 2010 - Leilani Mitchell, New York Liberty
- 2011 - Kia Vaughn, New York Liberty
- 2012 - Kristi Toliver, Los Angeles Sparks
- 2013 - Shavonte Zellous, Indiana Fever
- 2014 - Skylar Diggins, Tulsa Shock
- 2015 - Kelsey Bone, Atlanta Dream
- 2016 - Elizabeth Williams, Atlanta Dream
- 2017 -  Jonquel Jones, Connecticut Sun
- 2018 - Natasha Howard, Seattle Storm
- 2019 -  Leilani Mitchell, Phoenix Mercury
- 2020 - Betnijah Laney, Atlanta Dream
- 2021 - Brionna Jones, Connecticut Sun
- 2022 - Jackie Young, Las Vegas Aces
- 2023 -  Satou Sabally, Dallas Wings
- 2024 - DiJonai Carrington, Connecticut Sun